# Kawai Sora

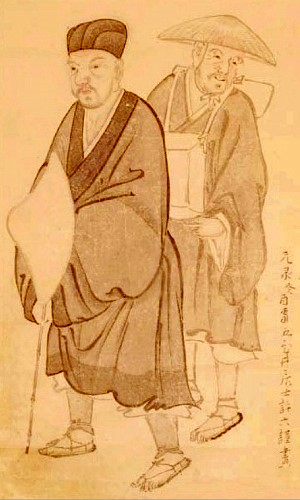
Kawai Sora hinter Matsuo Bashō

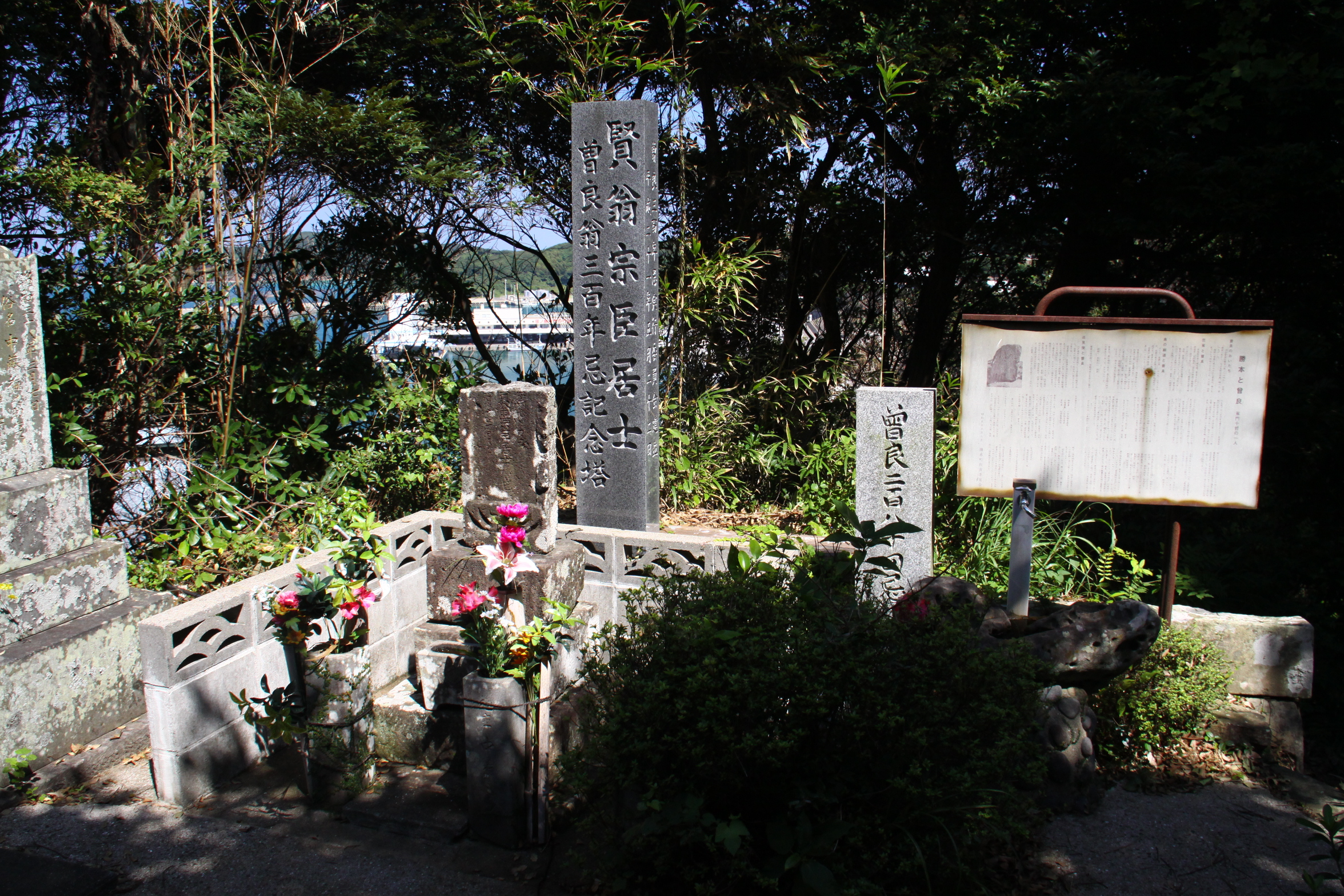
Kawais Grab, links

Kawai Sora (japanisch 河合 曾良; geboren 1649 in Kamisuwa (Provinz Shinano); gestorben 18. Juni 1710) war ein japanischer Haikudichter.

## Leben und Wirken
Kawai Sora verließ seine Heimatstadt in jungen Jahren und arbeitete auf der Domäne Nagashima in der Provinz Ise, zu der sein Onkel, der Oberpriester Hidesei (秀精法師) ihn vermittelt hatte. Während er diente, wurde er nach Edo entsandt. Wahrscheinlich vertiefte er damals seine Shintō-Kenntnisse bei Yoshikawa Koretari (1616–1695). Spätestens 1685 wurde er Schüler von Matsuo Bashō (1644–1694) und begann, sich mit Haiku zu beschäftigen. Er lebte in der Nachbarschaft von Bashōs Klause und kümmerte sich um dessen tägliches Leben. Bashō beschrieb Sora damals als „eine Person, die sexuell heimtückisch ist und Geld verdient“ und nannte ihn „Hana namasu“ (花膾) – als einen, der die „guten Seiten des Lebens genießt“.
Bemerkenswert ist Soras Reise zum „Kashima Besuch“ (鹿島詣, Kahima mōde), der er 1687 zusammen mit Bashō und Sōnami (宗波) unternahm. Darüber hinaus ist seine Teilnahme 1689 an der langen Wanderung, die Bashō dann unter dem Titel „Oku no Hosomichi“ publizierte, ein Ereignis, das Bashōs Vertrauen in ihn stärkte. Bei der Abreise verfasste Sora „Engishiki shinmeichō shōroku“ (延喜式神名帳抄録) – „Kurzer Bericht zur Engi-Zeremonie im Götterverzeichnis“ und „Meishō bibōroku“ (名勝備忘録) – „Szenisches Memorandum“. Darüber hinaus ist sein Tagebuch während der Reise „Sora tabi-nikki“ (曾良旅日記) eine unentbehrliche Quelle für die tatsächlichen Begebenheiten während der Reise.
Die Jahre der Genroku-Ära (1688–1704) waren wichtig mit der Pilgerreise in der Kinki-Region und den Materialsammlungen. 1709 wurde er zum Botschafter des Shogunats ernannt und machte sich im März des folgenden Jahres auf den Weg in die Provinz Tsukushi auf Kyūshū. Es heißt, dass er die Burg Fukuoka passierte und dann 1710 auf einer Reise auf die Insel Iki (壱岐) in Katsumoto (勝本) an einer Krankheit starb. Neuerdings wird dies aber in Frage gestellt.
Nach Soras Tod stellte Kasai Shūtoku Kasai (河西 周徳; 1695–1753) eine Sammlung von Manuskripten zusammen, die er unter dem Titel „Yuki maroge“ (雪まろげ) – „Schneeschmelze“ 1737 herausgab.